# Pleasant Hill (Iowa)
Pleasant Hill ist eine Stadt (mit dem Status "City") im Polk County im US-amerikanischen Bundesstaat Iowa. Das U.S. Census Bureau hat bei der Volkszählung 2020 eine Einwohnerzahl von 10.147 ermittelt.
Pleasant Hill ist Bestandteil der Metropolregion um Iowas Hauptstadt Des Moines.

## Geografie
Pleasant Hill liegt im westlichen Zentrum Iowas, an der östlichen Stadtgrenze von Des Moines. Im Süden stößt das Stadtgebiet an das linke Ufer des Des Moines River, eines rechten Nebenflusses des Mississippi.
Die geografischen Koordinaten von Pleasant Hill sind 41°35′02″ nördlicher Breite und 93°31′12″ westlicher Länge. Die Stadt erstreckt sich über eine Fläche von 24,06 km² und verteilt sich über die Four Mile, die Delaware und die Clay Township.
Nachbarorte von Pleasant Hill sind Berwick (11 km nordnordwestlich), Altoona (10,5 km nordnordöstlich), Mitchellville (21,5 km nordöstlich), Prairie City (25,1 km östlich), Runnells (19,1 km südöstlich) und Carlisle (14,2 km südsüdöstlich).
Das Stadtzentrum von Des Moines liegt 9 km westlich. Die nächstgelegenen weiteren größeren Städte sind die Twin Cities (Minneapolis und St. Paul) in Minnesota (399 km nördlich), Rochester in Minnesota (345 km nordnordöstlich), Waterloo (173 km nordöstlich), Cedar Rapids (180 km ostnordöstlich), Iowa City (177 km östlich), Kansas City in Missouri (314 km südsüdwestlich), Nebraskas größte Stadt Omaha (231 km westsüdwestlich), Sioux City (315 km westnordwestlich) und South Dakotas größte Stadt Sioux Falls (451 km nordwestlich).

## Verkehr
Der zum Freeway ausgebaute U.S. Highway 65, der die östliche Umgehungsstraße des Großraums Des Moines bildet, führt in Nord-Süd-Richtung durch das Stadtgebiet von Pleasant Hill. Im Norden des Stadtgebiets kreuzt der US 65 den ebenfalls vierspurig ausgebauten Iowa State Highway 163, die westliche Ausfallstraße von Des Moines. Der Iowa State Highway 46 bildet die südwestliche Stadtgrenze. Alle weiteren Straßen sind untergeordnete Landstraßen, teils unbefestigte Fahrwege sowie innerörtliche Verbindungsstraßen.
Durch das Stadtgebiet von Pleasant Hill führen zwei Eisenbahnlinien der Iowa Interstate Railroad (IAIS) und der BNSF Railway.
Der nächste Flughafen ist der 25 km südwestlich gelegene Des Moines International Airport.

## Bevölkerung
Nach der Volkszählung im Jahr 2010 lebten in Pleasant Hill 8785 Menschen in 3395 Haushalten. Die Bevölkerungsdichte betrug 365,1 Einwohner pro Quadratkilometer. In den 3395 Haushalten lebten statistisch je 2,57 Personen.
Ethnisch betrachtet setzte sich die Bevölkerung zusammen aus 91,0 Prozent Weißen, 2,7 Prozent Afroamerikanern, 0,3 Prozent amerikanischen Ureinwohnern, 2,5 Prozent Asiaten sowie 0,9 Prozent aus anderen ethnischen Gruppen; 2,6 Prozent stammten von zwei oder mehr Ethnien ab. Unabhängig von der ethnischen Zugehörigkeit waren 4,5 Prozent der Bevölkerung spanischer oder lateinamerikanischer Abstammung.
27,4 Prozent der Bevölkerung waren unter 18 Jahre alt, 61,3 Prozent waren zwischen 18 und 64 und 11,3 Prozent waren 65 Jahre oder älter. 53,2 Prozent der Bevölkerung waren weiblich.
Das mittlere jährliche Einkommen eines Haushalts lag bei 73.990 USD. Das Pro-Kopf-Einkommen betrug 29.733 USD. 7,6 Prozent der Einwohner lebten unterhalb der Armutsgrenze.